# Ostřice svišťová
Ostřice svišťová neboli tuřice svišťová (Carex lachenalli, syn: Carex bipartita, Carex tripartita, Carex lagopina, Vignea lachenalii) je druh jednoděložné rostliny z čeledi šáchorovité (Cyperaceae).

## Popis
Jedná se o rostlinu dosahující výšky nejčastěji 5–20 cm. Je vytrvalá, řídce trsnatá, s krátkými oddenky
Lodyhy jsou tupě trojhranné, hladké, jen někdy nahoře trochu drsné, vzpřímené, delší než listy. Čepele listu jsou asi 1–2 mm široké, trávozelené, ploché, jemně drsné. Bazální pochvy jsou hnědé, nerozpadavé. Ostřice svišťová patří mezi stejnoklasé ostřice, všechny klásky vypadají víceméně stejně a většinou obsahují samčí i samičí květy, samičí květy jsou v klásku nahoře, samčí dole. Složené květenství se skládá nejčastěji ze 3–5 elipsoidních klásků, cca 7–10 mm dlouhých. Okvětí chybí. V samčích květech jsou zpravidla 3 tyčinky. Blizny jsou většinou 2. Plodem je mošnička, která je cca 2,5–3 mm dlouhá, vejčitá, vně vyklenutá, dole žlutohnědá, na šičce až tmavohnědá, jemně žilkovaná., na vrcholu zakončená válcovitým zobánkem, který je na okraji hladký. Každá mošnička je podepřená plevou, která je kaštanově hnědá, se světlejším okrajem a zeleným kýlem.

## Rozšíření
Ostřice svišťová je severský a vysokohorský druh. Roste v severní Evropě, jižněji izolovaně Alpy, Karpaty, Pyreneje, dále na severní Sibiři, v horách jižní Sibiře, málo i v jiných asijských velehorách, v Grónsku, na Islandu a Špicberkách. Také roste v Severní Americe: na Aljašce, v Kanadě, velehory USA, na jižní polokouli ji najdeme na Novém Zélandu. Většinou roste na rašeliništích a sněhových výležizcích. V ČR neroste, nejblíže ji najdeme na Slovensku ve Vysokých Tatrách a v Alpách v Rakousku.

## Taxonomie
Taxon provází nomenklatorické obtíže. Správné jméno pro tento druh je Carex lachenalii Schkuhr. Toto jméno bylo konzervováno proti jménu Carex tripartita All. V minulosti bylo pro tento druh používáno jméno Carex bipartita All., např.
Toto jméno je v Mezinárodním kódu botanické nomenklatury uvedeno jako jméno zavržené (nomina utique rejicienda), proto se nemá používat.